# 오메가-9 지방산
오메가-9 지방산(영어: omega-9 fatty acid) 또는 ω−9 지방산(영어: ω−9 fatty acid) 또는 n−9 지방산(영어: n−9 fatty acid)은 오메가-9 위치(즉, 지방산의 메틸 말단으로부터 9번째 탄소)에서 공통적인 탄소(C)-탄소(C) 이중 결합을 가지고 있는 불포화 지방산 군(群)이다.

## 배경
일부 오메가-9 지방산은 동물성 지방과 식물성 기름의 일반적인 성분이다. 산업에서 중요한 두 가지 오메가-9 지방산은 다음과 같다.
- 올레산 (18:1, n−9): 올리브유, 마카다미아기름 및 기타 단일불포화 지방의 주 성분.
- 에루크산 (22:1, n−9): 유채, 월플라워씨 및 겨자씨에서 발견된다. 에루크산의 함량이 높은 유채는 건성유로 그림 및 코팅에 상업적으로 사용하기 위해 재배된다. 카놀라유는 유채의 재배 품종으로부터 생산되며, 경우에 따라서는 유전적으로 변형되어 에루크산을 거의 함유하고 있지 않다.

오메가-3 지방산 및 오메가-6 지방산과는 달리 오메가-9 지방산은 필수 지방산으로 분류되지 않는다. 이것은 불포화 지방으로부터 인체에서 생성될 수 있어서 필수적으로 섭취하지 않아도 되기 때문이며, 오메가-6 이중 결합이 없어서 에이코사노이드를 형성하는 반응에 참여하지 못하기 때문이다.
필수 지방산이 결핍된 심각한 조건 하에서, 포유류는 올레산을 신장시키고 탈포화시켜서 미드산(20:3, n−9)을 생성한다. 이것은 필수 지방산의 실질적인 공급원이 없는 식이 요법을 하는 채식주의자 및 준채식주의자를 대상으로 한 연구에서 적은 정도로 기록되었다.
| 일반명     | 지질 번호  | 화학명                                  |
| ---------- | ---------- | --------------------------------------- |
| 올레산     | 18:1 (n−9) | (Z)-octadec-9-enoic acid                |
| 엘라이드산 | 18:1 (n−9) | (E)-octadec-9-enoic acid                |
| 곤도산     | 20:1 (n−9) | (Z)-eicos-11-enoic acid                 |
| 미드산     | 20:3 (n−9) | (5Z,8Z,11Z)-eicosa-5,8,11-trienoic acid |
| 에루크산   | 22:1 (n−9) | (Z)-docos-13-enoic acid                 |
| 네르본산   | 24:1 (n−9) | (Z)-tetracos-15-enoic acid              |

## 같이 보기
- 다불포화 지방산
- 오메가-3 지방산
- 오메가-6 지방산
- 오메가-7 지방산